# Schloss Kunerad
Das Schloss Kunerad (slowakisch Kuneradský zámok, auch Kaštieľ Kunerad) ist ein Schloss im nordslowakischen Ort Kunerad im Okres Žilina. Es befindet sich südöstlich des Hauptortes im Tal Svitačova dolina in der Kleinen Fatra.

## Beschreibung und Geschichte
Das im französischen Secessionsstil ausgeführte Schloss wurde 1914–16 für den preußischen Grafen Valentin von Ballestrem (1860–1920) als Jagdschloss gebaut. Die Familie Ballestrem war im Schloss in der Regel zweimal jährlich zu Gast, und zwar im Frühling und im Herbst. Der Bau mit vielen Türmen, Arkaden, Terrassen, äußeren Treppen und einem hohen Dach mit Gauben erinnert äußerlich an einen gotischen Sitz, das Schloss war hingegen modern ausgestattet und hatte sogar ein kleines Wasserkraftwerk. Gegenüber dem Schloss befindet sich ein künstlicher Wasserfall. Für die religiöse Familie entstand die kleine Kapelle Theresia vom Kinde Jesu. Ursprünglich war es als Sommerfrische für die herrschenden Kaiser von Österreich-Ungarn und Deutschland, Franz Joseph I. und Wilhelm II. bestimmt, der Ausbruch des Ersten Weltkriegs verhinderte diese Pläne.
Nach dem Beginn des Slowakischen Nationalaufstandes im Zweiten Weltkrieg besetzten Partisanen das Schloss und richteten im Haus das Stabsquartier einer Partisanenbrigade ein. Nach einem Gegenangriff setzten Wehrmachttruppen am 25. September 1944 das Schloss in Brand. Nach Kriegsende wurde es nationalisiert, saniert und diente danach als Sanatorium, zuerst wurden hier Atemwegkrankheiten behandelt. 1959 wurde es organisatorisch Teil des Bads Rajecké Teplice und weiter als Sanatorium bestimmt. Das Schloss wurde wie das Bad 1996 privatisiert und nur noch gelegentlich genutzt. Als man sich für einen größeren Umbau vorbereitete, brach während der Dacharbeiten am 11. März 2010 ein Feuer aus, das das Schloss beschädigte und eine Schließung erzwang. Der bereits verfallende Bau wurde am 20. Oktober 2018 erneut von einem Brand heimgesucht und befand sich nun in einem ruinösen Zustand.
Nach den zwei Feuersbrünsten stieg das zu einer in der Schweiz arbeitenden slowakischen Familie gehörende Unternehmen Samena ein und erwarb im August 2019 das Schloss vom bisherigen Besitzer. Seither renoviert Samena schrittweise das Anwesen. Bis zum Abschluss der Arbeiten bleibt das Schloss für die Öffentlichkeit gesperrt, der umliegende Park kann aber frei besichtigt werden.